# Élections départementales de 2021 dans la Drôme
Les élections départementales dans la Drôme ont lieu les 20 et 27 juin 2021.

## Contexte départemental
Dans la Drôme, 9 mouvements politiques de la gauche et de l'écologie se sont rassemblés autour de « La Drôme en commun » (PS, EELV, PCF, Génération.s, Place publique, Nouvelle Donne, GRS, PRG, Génération écologie) et constituent ainsi le seul mouvement capable de présenter des candidats sur les 19 cantons du département. 

### Assemblée départementale sortante
Avant les élections, le conseil départemental de la Drôme est présidé par Marie-Pierre Mouton (LR). Il comprend 38 conseillers départementaux issus des 19 cantons de la Drôme. 
| Président du conseil départemental   |       |       |      |                        |
| Marie-Pierre Mouton (LR)             |       |       |      |                        |
| Parti                                | Sigle | Sigle | Élus | Groupes                |
| Majorité (21 sièges)                 |       |       |      |                        |
| Les Républicains                     |       | LR    | 9    | Ensemble pour la Drôme |
| Union des démocrates et indépendants |       | UDI   | 6    | Ensemble pour la Drôme |
| Divers droite                        |       | DVD   | 5    | Ensemble pour la Drôme |
| Mouvement radical                    |       | MR    | 1    | Ensemble pour la Drôme |
| Indépendants (7 sièges)              |       |       |      |                        |
| La République en marche              |       | LREM  | 4    | Unis pour la Drôme     |
| Divers gauche                        |       | DVG   | 2    | Unis pour la Drôme     |
| Divers centre                        |       | DVC   | 1    | Unis pour la Drôme     |
| Opposition (10 sièges)               |       |       |      |                        |
| Parti socialiste                     |       | PS    | 7    | La Drôme en mouvement  |
| Divers gauche                        |       | DVG   | 3    | La Drôme en mouvement  |

## Système électoral
Les élections ont lieu au scrutin majoritaire binominal à deux tours. Le système est paritaire : les candidatures sont présentées sous la forme d'un binôme composé d'une femme et d'un homme avec leurs suppléants (une femme et un homme également).
Pour être élu au premier tour, un binôme doit obtenir la majorité absolue des suffrages exprimés et un nombre de suffrages au moins égal à 25 % des électeurs inscrits. Si aucun binôme n'est élu au premier tour, seuls peuvent se présenter au second tour les binômes qui ont obtenu un nombre de suffrages au moins égal à 12,5 % des électeurs inscrits, sans possibilité pour les binômes de fusionner. Est élu au second tour le binôme qui obtient le plus grand nombre de voix.

## Résultats à l'échelle du département

### Résultats par nuances du ministère de l'Intérieur
Les nuances utilisées par le ministère de l'Intérieur ne tiennent pas compte des alliances locales.
| Binômes                  | Binômes                             | Binômes                  | Premier tour | Premier tour | Premier tour | Second tour | Second tour   | Second tour | Total | +/-           |  |
| Binômes                  | Binômes                             | Binômes                  | Voix         | %            | Sièges       | Voix        | %             | Sièges      | Total | +/-           |  |
| ------------------------ | ----------------------------------- | ------------------------ | ------------ | ------------ | ------------ | ----------- | ------------- | ----------- | ----- | ------------- |  |
|                          | Divers droite                       | DVD                      | 23 462       | 19,26        | 0            | 31 311      | 27,00         | 14          | 14    | 14            |  |
|                          | Union à droite                      | UD                       | 17 787       | 14,60        | 0            | 22 985      | 19,82         | 10          | 10    | 12            |  |
|                          | Rassemblement national              | RN                       | 13 107       | 10,76        | 0            | 4 704       | 4,06          | 0           | 0     | en stagnation |  |
|                          | Union à gauche avec des écologistes | UGE                      | 12 308       | 10,11        | 0            | 14 363      | 12,39         | 0           | 0     | Nv.           |  |
|                          | Divers gauche                       | DVG                      | 11 445       | 9,40         | 0            | 10 598      | 9,14          | 4           | 4     | 4             |  |
|                          | Union à gauche                      | UG                       | 11 123       | 9,13         | 0            | 4 762       | 4,11          | 0           | 0     | 2             |  |
|                          | Parti socialiste                    | SOC                      | 7 060        | 5,80         | 0            | 8 923       | 7,70          | 4           | 4     | 10            |  |
|                          | Union au centre et à droite         | UCD                      | 6 095        | 5,00         | 0            | 7 940       | 6,85          | 2           | 2     | Nv.           |  |
|                          | Les Républicains                    | LR                       | 4 441        | 3,65         | 0            | 4 709       | 4,06          | 2           | 2     | Nv.           |  |
|                          | La France insoumise                 | FI                       | 2 225        | 1,83         | 0            |             |               |             | 0     | Nv.           |  |
|                          | Divers centre                       | DVC                      | 3 342        | 2,74         | 2            | 2           | Nv.           |             |       |               |  |
|                          | Écologistes                         | ECO                      | 3 079        | 2,53         | 0            | 3 071       | 2,65          | 0           | 0     | Nv.           |  |
|                          | Union du centre                     | UC                       | 2 051        | 1,68         | 0            |             |               |             | 0     | Nv.           |  |
|                          | Divers                              | DIV                      | 140          | 0,11         | 0            | 0           | en stagnation |             |       |               |  |
|                          | Union au centre et à gauche         | UCG                      | 1 455        | 1,19         | 0            | 0           | Nv.           |             |       |               |  |
|                          | La République en marche             | REM                      | 1 455        | 1,19         | 0            | 2 582       | 2,23          | 0           | 0     | Nv.           |  |
|                          | Droite souverainiste                | DSV                      | 1 216        | 1,00         | 0            |             |               |             | 0     | en stagnation |  |
|                          |                                     |                          |              |              |              |             |               |             |       |               |  |
| Suffrages exprimés       | Suffrages exprimés                  | Suffrages exprimés       | 121 791      | 95,51        |              | 115 948     | 93,10         |             |       |               |  |
| Votes blancs             | Votes blancs                        | Votes blancs             | 3 803        | 2,98         | 5 939        | 4,77        |               |             |       |               |  |
| Votes nuls               | Votes nuls                          | Votes nuls               | 1 922        | 1,51         | 2 650        | 2,13        |               |             |       |               |  |
| Total                    | Total                               | Total                    | 127 516      | 100          | 2            | 124 537     | 100           | 36          | 38    | en stagnation |  |
| Abstentions              | Abstentions                         | Abstentions              | 246 422      | 65,90        |              | 237 369     | 65,59         |             |       |               |  |
| Inscrits / participation | Inscrits / participation            | Inscrits / participation | 373 938      | 34,10        | 361 906      | 34,41       |               |             |       |               |  |

### Assemblée départementale élue
| Président du conseil départemental   |       |       |      |                              |
| Marie-Pierre Mouton (LR)             |       |       |      |                              |
| Parti                                | Sigle | Sigle | Élus | Groupes                      |
| Majorité (28 sièges)                 |       |       |      |                              |
| Divers droite                        |       | DVD   | 13   | La Drôme plus forte ensemble |
| Les Républicains                     |       | LR    | 11   | La Drôme plus forte ensemble |
| Union des démocrates et indépendants |       | UDI   | 3    | La Drôme plus forte ensemble |
| La République en marche              |       | LREM  | 1    | La Drôme plus forte ensemble |
| Indépendants (4 sièges)              |       |       |      |                              |
| La République en marche              |       | LREM  | 2    | Unis pour la Drôme           |
| Divers gauche                        |       | DVG   | 1    | Unis pour la Drôme           |
| Divers centre                        |       | DVC   | 1    | Unis pour la Drôme           |
| Opposition (6 sièges)                |       |       |      |                              |
| Parti socialiste                     |       | PS    | 4    | La Drôme en commun           |
| Divers gauche                        |       | DVG   | 2    | La Drôme en commun           |

### Élus par canton
| Canton                 | Conseiller Sortant      | Parti | Parti | Conseiller Élu         | Parti | Parti |
| ---------------------- | ----------------------- | ----- | ----- | ---------------------- | ----- | ----- |
| Bourg-de-Péage         | Gérard Chaumontet       |       | LREM  | Pierre Pieniek         |       | LREM  |
| Bourg-de-Péage         | Anna Place              |       | DVG   | Anna Place             |       | DVG   |
| Crest                  | Muriel Paret            |       | DVG   | Daniel Gilles          |       | DVG   |
| Crest                  | Jean Serret             |       | PS    | Muriel Paret           |       | DVG   |
| Dieulefit              | André Gilles            |       | DVD   | André Gilles           |       | DVD   |
| Dieulefit              | Corinne Moulin          |       | DVD   | Corinne Moulin         |       | DVD   |
| Le Diois               | Bernard Buis            |       | LREM  | Bernard Buis           |       | LREM  |
| Le Diois               | Martine Charmet         |       | DVC   | Martine Charmet        |       | DVC   |
| Drôme des collines     | Emmanuelle Anthoine     |       | LR    | Emmanuelle Anthoine    |       | LR    |
| Drôme des collines     | Aimé Chaleon            |       | DVD   | David Bouvier          |       | DVD   |
| Grignan                | Luc Chambonnet          |       | DVG   | Jean-Michel Avias      |       | DVD   |
| Grignan                | Renée Payan             |       | DVG   | Marie Fernandez        |       | DVD   |
| Loriol-sur-Drôme       | Françoise Chazal        |       | LR    | Françoise Chazal       |       | LR    |
| Loriol-sur-Drôme       | Jacques Ladègaillerie   |       | UDI   | Jacques Ladègaillerie  |       | UDI   |
| Montélimar-1           | Catherine Autajon       |       | UDI   | Emeline Mehukaj        |       | LR    |
| Montélimar-1           | Karim Oumeddour         |       | LREM  | Karim Oumeddour        |       | LREM  |
| Montélimar-2           | Patricia Brunel-Maillet |       | UDI   | Marielle Figuet        |       | DVD   |
| Montélimar-2           | Laurent Lanfray         |       | MR    | Éric Phelippeau        |       | DVD   |
| Nyons et Baronnies     | Pierre Combes           |       | PS    | Pierre Combes          |       | PS    |
| Nyons et Baronnies     | Pascale Rochas          |       | PS    | Pascale Rochas         |       | PS    |
| Romans-sur-Isère       | Karine Guilleminot      |       | PS    | Linda Hajjari          |       | DVD   |
| Romans-sur-Isère       | Pierre Pieniek          |       | LREM  | Fabrice Larue          |       | DVD   |
| Saint-Vallier          | Patricia Boidin         |       | PS    | Patricia Boidin        |       | PS    |
| Saint-Vallier          | Pierre Jouvet           |       | PS    | Pierre Jouvet          |       | PS    |
| Tain-l'Hermitage       | Hervé Chaboud           |       | LR    | Michel Brunet          |       | LR    |
| Tain-l'Hermitage       | Annie Guibert           |       | DVD   | Agnès Jaubert          |       | DVD   |
| Le Tricastin           | Fabien Limonta          |       | LR    | Fabien Limonta         |       | LR    |
| Le Tricastin           | Marie-Pierre Mouton     |       | LR    | Marie-Pierre Mouton    |       | LR    |
| Valence-1              | Aurélien Esprit         |       | LR    | Aurélie Alléon         |       | DVD   |
| Valence-1              | Béatrice Teyssot        |       | DVD   | Aurélien Esprit        |       | LR    |
| Valence-2              | Zabida Nakib-Colomb     |       | PS    | Nathalie Iliozer-Boyer |       | DVD   |
| Valence-2              | Pascal Pertusa          |       | LREM  | Alban Pano             |       | DVD   |
| Valence-3              | Nicolas Daragon         |       | LR    | Geneviève Girard       |       | UDI   |
| Valence-3              | Geneviève Girard        |       | UDI   | Franck Soulignac       |       | LR    |
| Valence-4              | Patrick Labaune         |       | LR    | Laurent Monnet         |       | LR    |
| Valence-4              | Véronique Pugeat        |       | UDI   | Véronique Pugeat       |       | UDI   |
| Vercors-Monts du Matin | Nathalie Helmer         |       | LR    | Nathalie Helmer        |       | LR    |
| Vercors-Monts du Matin | Christian Morin         |       | LR    | Christian Morin        |       | LR    |

## Résultats par canton
Les binômes sont présentés par ordre décroissant des résultats au premier tour. En cas de victoire au second tour du binôme arrivé en deuxième place au premier, ses résultats sont indiqués en gras. 

### Canton de Bourg-de-Péage
| Candidats                | Candidats                | Partis                   | Nuance                   | Premier tour | Premier tour | Second tour | Second tour |
| Candidats                | Candidats                | Partis                   | Nuance                   | Voix         | %            | Voix        | %           |
| ------------------------ | ------------------------ | ------------------------ | ------------------------ | ------------ | ------------ | ----------- | ----------- |
|                          | Pierre Pieniek           | LREM                     | DVG                      | 2 244        | 38,26        | 3 602       | 59,43       |
|                          | Anna Place               | DVG                      | DVG                      | 2 244        | 38,26        | 3 602       | 59,43       |
|                          | Nathalie Brosse          | DVD                      | DVD                      | 1 676        | 28,58        | 2 459       | 40,57       |
|                          | Jean-Claude Duclaux      | DVD                      | DVD                      | 1 676        | 28,58        | 2 459       | 40,57       |
|                          | Cathie Bouvet            | PCF                      | UG                       | 1 013        | 17,27        |             |             |
|                          | Aubin Verilhac           | PS                       | UG                       | 1 013        | 17,27        |             |             |
|                          | Paolo Da Silva           | DLF                      | DSV                      | 573          | 9,77         |             |             |
|                          | Sylvie Reynaud           | DLF                      | DSV                      | 573          | 9,77         |             |             |
|                          | Barbara Goujon           | LFI                      | UGE                      | 359          | 6,12         |             |             |
|                          | Pablo Pignerol           | ÉCO                      | UGE                      | 359          | 6,12         |             |             |
|                          |                          |                          |                          |              |              |             |             |
| Suffrages exprimés       | Suffrages exprimés       | Suffrages exprimés       | Suffrages exprimés       | 5 865        | 95,41        | 6 061       | 93,12       |
| Votes blancs             | Votes blancs             | Votes blancs             | Votes blancs             | 193          | 3,14         | 310         | 4,76        |
| Votes nuls               | Votes nuls               | Votes nuls               | Votes nuls               | 89           | 1,45         | 138         | 2,12        |
| Total                    | Total                    | Total                    | Total                    | 6 147        | 100          | 6 509       | 100         |
| Abstention               | Abstention               | Abstention               | Abstention               | 15 079       | 71,04        | 14 728      | 69,35       |
| Inscrits / participation | Inscrits / participation | Inscrits / participation | Inscrits / participation | 21 226       | 28,96        | 21 237      | 30,65       |

### Canton de Crest
| Candidats                | Candidats                | Partis                   | Nuance                   | Premier tour | Premier tour | Second tour | Second tour |
| Candidats                | Candidats                | Partis                   | Nuance                   | Voix         | %            | Voix        | %           |
| ------------------------ | ------------------------ | ------------------------ | ------------------------ | ------------ | ------------ | ----------- | ----------- |
|                          | Daniel Gilles            | DVG                      | DVG                      | 4 429        | 54,37        | 4 663       | 54,45       |
|                          | Muriel Paret             | DVG                      | DVG                      | 4 429        | 54,37        | 4 663       | 54,45       |
|                          | Véronique Baudouin       | DVD                      | UCD                      | 3 171        | 45,63        | 3 901       | 45,55       |
|                          | Caryl Fraud              | MoDem                    | UCD                      | 3 171        | 45,63        | 3 901       | 45,55       |
|                          |                          |                          |                          |              |              |             |             |
| Suffrages exprimés       | Suffrages exprimés       | Suffrages exprimés       | Suffrages exprimés       | 8 146        | 94,73        | 8 564       | 95,71       |
| Votes blancs             | Votes blancs             | Votes blancs             | Votes blancs             | 334          | 3,88         | 262         | 2,93        |
| Votes nuls               | Votes nuls               | Votes nuls               | Votes nuls               | 119          | 1,38         | 122         | 1,36        |
| Total                    | Total                    | Total                    | Total                    | 8 599        | 100          | 8 948       | 100         |
| Abstention               | Abstention               | Abstention               | Abstention               | 14 162       | 62,22        | 13 817      | 60,69       |
| Inscrits / participation | Inscrits / participation | Inscrits / participation | Inscrits / participation | 22 761       | 37,78        | 22 765      | 39,31       |

### Canton de Dieulefit
| Candidats                | Candidats                | Partis                   | Nuance                   | Premier tour | Premier tour | Second tour | Second tour |
| Candidats                | Candidats                | Partis                   | Nuance                   | Voix         | %            | Voix        | %           |
| ------------------------ | ------------------------ | ------------------------ | ------------------------ | ------------ | ------------ | ----------- | ----------- |
|                          | André Gilles             | DVD                      | DVD                      | 4 101        | 57,12        | 4 302       | 58,35       |
|                          | Corinne Moulin           | DVD                      | DVD                      | 4 101        | 57,12        | 4 302       | 58,35       |
|                          | Jean-Claude Cêtre        | EÉLV                     | ECO                      | 3 079        | 42,88        | 3 071       | 41,65       |
|                          | Delphine Petit           | EÉLV                     | ECO                      | 3 079        | 42,88        | 3 071       | 41,65       |
|                          |                          |                          |                          |              |              |             |             |
| Suffrages exprimés       | Suffrages exprimés       | Suffrages exprimés       | Suffrages exprimés       | 7 180        | 93,67        | 7 373       | 95,23       |
| Votes blancs             | Votes blancs             | Votes blancs             | Votes blancs             | 313          | 4,08         | 228         | 2,94        |
| Votes nuls               | Votes nuls               | Votes nuls               | Votes nuls               | 172          | 2,24         | 141         | 1,82        |
| Total                    | Total                    | Total                    | Total                    | 7 665        | 100          | 7 742       | 100         |
| Abstention               | Abstention               | Abstention               | Abstention               | 11 010       | 58,96        | 10 935      | 58,55       |
| Inscrits / participation | Inscrits / participation | Inscrits / participation | Inscrits / participation | 18 675       | 41,04        | 18 677      | 41,45       |

### Canton du Diois
| Candidats                | Candidats                | Partis                   | Nuance                   | Premier tour | Premier tour |
| Candidats                | Candidats                | Partis                   | Nuance                   | Voix         | %            |
| ------------------------ | ------------------------ | ------------------------ | ------------------------ | ------------ | ------------ |
|                          | Bernard Buis             | LREM                     | DVC                      | 3 093        | 59,13        |
|                          | Martine Charmet          | DVC                      | DVC                      | 3 093        | 59,13        |
|                          | Pierre Dalstein          | EÉLV                     | UGE                      | 1 275        | 24,37        |
|                          | Angeline Manquat         | PCF                      | UGE                      | 1 275        | 24,37        |
|                          | Laura Marchelli          | LFI                      | FI                       | 863          | 16,50        |
|                          | Jacques Suchel           | LFI                      | FI                       | 863          | 16,50        |
|                          |                          |                          |                          |              |              |
| Suffrages exprimés       | Suffrages exprimés       | Suffrages exprimés       | Suffrages exprimés       | 5 231        | 93,75        |
| Votes blancs             | Votes blancs             | Votes blancs             | Votes blancs             | 213          | 3,82         |
| Votes nuls               | Votes nuls               | Votes nuls               | Votes nuls               | 136          | 2,44         |
| Total                    | Total                    | Total                    | Total                    | 5 580        | 100          |
| Abstention               | Abstention               | Abstention               | Abstention               | 6 506        | 53,83        |
| Inscrits / participation | Inscrits / participation | Inscrits / participation | Inscrits / participation | 12 086       | 46,17        |

### Canton de Drôme des collines
| Candidats                | Candidats                | Partis                   | Nuance                   | Premier tour | Premier tour | Second tour | Second tour |
| Candidats                | Candidats                | Partis                   | Nuance                   | Voix         | %            | Voix        | %           |
| ------------------------ | ------------------------ | ------------------------ | ------------------------ | ------------ | ------------ | ----------- | ----------- |
|                          | Emmanuelle Anthoine      | LR                       | UD                       | 4 385        | 58,91        | 5 369       | 72,98       |
|                          | David Bouvier            | DVD                      | UD                       | 4 385        | 58,91        | 5 369       | 72,98       |
|                          | Jean-Christophe Gondre   | EÉLV                     | UGE                      | 1 764        | 23,70        | 1 988       | 27,02       |
|                          | Manon Renard             | DVG                      | UGE                      | 1 764        | 23,70        | 1 988       | 27,02       |
|                          | Anthony Barrault         | RN                       | RN                       | 1 295        | 17,40        |             |             |
|                          | Françoise Deloffre       | RN                       | RN                       | 1 295        | 17,40        |             |             |
|                          |                          |                          |                          |              |              |             |             |
| Suffrages exprimés       | Suffrages exprimés       | Suffrages exprimés       | Suffrages exprimés       | 7 444        | 97,15        | 7 357       | 95,31       |
| Votes blancs             | Votes blancs             | Votes blancs             | Votes blancs             | 143          | 1,87         | 254         | 3,29        |
| Votes nuls               | Votes nuls               | Votes nuls               | Votes nuls               | 75           | 0,98         | 108         | 1,40        |
| Total                    | Total                    | Total                    | Total                    | 7 662        | 100          | 7 719       | 100         |
| Abstention               | Abstention               | Abstention               | Abstention               | 12 587       | 62,16        | 12 530      | 61,88       |
| Inscrits / participation | Inscrits / participation | Inscrits / participation | Inscrits / participation | 20 249       | 37,84        | 20 249      | 38,12       |

### Canton de Grignan
| Candidats                | Candidats                | Partis                   | Nuance                   | Premier tour | Premier tour | Second tour | Second tour |
| Candidats                | Candidats                | Partis                   | Nuance                   | Voix         | %            | Voix        | %           |
| ------------------------ | ------------------------ | ------------------------ | ------------------------ | ------------ | ------------ | ----------- | ----------- |
|                          | Jean-Michel Avias        | DVD                      | DVD                      | 2 546        | 41,16        | 3 565       | 60,44       |
|                          | Marie Fernandez          | DVD                      | DVD                      | 2 546        | 41,16        | 3 565       | 60,44       |
|                          | Luc Chambonnet           | DVG                      | DVG                      | 2 064        | 33,37        | 2 333       | 39,56       |
|                          | Renée Payan              | DVG                      | DVG                      | 2 064        | 33,37        | 2 333       | 39,56       |
|                          | Jean-François Delcroix   | RN                       | RN                       | 1 575        | 25,46        |             |             |
|                          | Nadège Ruiz              | RN                       | RN                       | 1 575        | 25,46        |             |             |
|                          |                          |                          |                          |              |              |             |             |
| Suffrages exprimés       | Suffrages exprimés       | Suffrages exprimés       | Suffrages exprimés       | 6 185        | 96,32        | 5 898       | 93,56       |
| Votes blancs             | Votes blancs             | Votes blancs             | Votes blancs             | 161          | 2,51         | 291         | 4,62        |
| Votes nuls               | Votes nuls               | Votes nuls               | Votes nuls               | 75           | 1,17         | 115         | 1,82        |
| Total                    | Total                    | Total                    | Total                    | 6 421        | 100          | 6 304       | 100         |
| Abstention               | Abstention               | Abstention               | Abstention               | 10 441       | 61,92        | 10 562      | 62,62       |
| Inscrits / participation | Inscrits / participation | Inscrits / participation | Inscrits / participation | 16 862       | 38,08        | 16 866      | 37,38       |

### Canton de Loriol-sur-Drôme
| Candidats                | Candidats                | Partis                   | Nuance                   | Premier tour | Premier tour | Second tour | Second tour |
| Candidats                | Candidats                | Partis                   | Nuance                   | Voix         | %            | Voix        | %           |
| ------------------------ | ------------------------ | ------------------------ | ------------------------ | ------------ | ------------ | ----------- | ----------- |
|                          | Françoise Chazal         | LR                       | DVD                      | 2 858        | 47,33        | 3 784       | 62,83       |
|                          | Jacques Ladegaillerie    | UDI                      | DVD                      | 2 858        | 47,33        | 3 784       | 62,83       |
|                          | Jean-Marc Bouvier        | DVG                      | UG                       | 1 890        | 31,30        | 2 239       | 37,17       |
|                          | Nicole Llamas            | PS                       | UG                       | 1 890        | 31,30        | 2 239       | 37,17       |
|                          | Frédéric Marcel          | RN                       | RN                       | 1 290        | 21,36        |             |             |
|                          | Ophélie Mercier          | RN                       | RN                       | 1 290        | 21,36        |             |             |
|                          |                          |                          |                          |              |              |             |             |
| Suffrages exprimés       | Suffrages exprimés       | Suffrages exprimés       | Suffrages exprimés       | 6 038        | 96,45        | 6 023       | 93,32       |
| Votes blancs             | Votes blancs             | Votes blancs             | Votes blancs             | 137          | 2,19         | 262         | 4,06        |
| Votes nuls               | Votes nuls               | Votes nuls               | Votes nuls               | 85           | 1,36         | 169         | 2,62        |
| Total                    | Total                    | Total                    | Total                    | 6 260        | 100          | 6 454       | 100         |
| Abstention               | Abstention               | Abstention               | Abstention               | 14 059       | 69,19        | 13 869      | 68,24       |
| Inscrits / participation | Inscrits / participation | Inscrits / participation | Inscrits / participation | 20 319       | 30,81        | 20 323      | 31,76       |

### Canton de Montélimar-1
| Candidats                | Candidats                | Partis                   | Nuance                   | Premier tour | Premier tour | Second tour | Second tour |
| Candidats                | Candidats                | Partis                   | Nuance                   | Voix         | %            | Voix        | %           |
| ------------------------ | ------------------------ | ------------------------ | ------------------------ | ------------ | ------------ | ----------- | ----------- |
|                          | Emeline Mehukaj          | LR                       | UD                       | 2 015        | 38,32        | 3 506       | 70,40       |
|                          | Karim Oumeddour          | LREM                     | UD                       | 2 015        | 38,32        | 3 506       | 70,40       |
|                          | Richard Fritz            | RN                       | RN                       | 1 341        | 25,50        | 1 474       | 29,60       |
|                          | Chantal Martin           | RN                       | RN                       | 1 341        | 25,50        | 1 474       | 29,60       |
|                          | Robert Faresse           | PCF                      | UG                       | 872          | 16,58        |             |             |
|                          | Françoise Goutant-Greffe | PS                       | UG                       | 872          | 16,58        |             |             |
|                          | Salim Bouziane           | DVG                      | DVG                      | 480          | 9,13         |             |             |
|                          | Carole Cron-Boissy       | DVG                      | DVG                      | 480          | 9,13         |             |             |
|                          | Sylvain Hortion          | LFI                      | FI                       | 295          | 5,61         |             |             |
|                          | Rachel Mahé              | LFI                      | FI                       | 295          | 5,61         |             |             |
|                          | Afid Djebouri            | ND                       | DVG                      | 255          | 4,85         |             |             |
|                          | Najate Seghrouchni       | DVG                      | DVG                      | 255          | 4,85         |             |             |
|                          |                          |                          |                          |              |              |             |             |
| Suffrages exprimés       | Suffrages exprimés       | Suffrages exprimés       | Suffrages exprimés       | 5 258        | 94,59        | 4 980       | 89,99       |
| Votes blancs             | Votes blancs             | Votes blancs             | Votes blancs             | 200          | 3,60         | 402         | 7,26        |
| Votes nuls               | Votes nuls               | Votes nuls               | Votes nuls               | 101          | 1,82         | 152         | 2,75        |
| Total                    | Total                    | Total                    | Total                    | 5 559        | 100          | 5 534       | 100         |
| Abstention               | Abstention               | Abstention               | Abstention               | 13 457       | 70,77        | 13 489      | 70,91       |
| Inscrits / participation | Inscrits / participation | Inscrits / participation | Inscrits / participation | 19 016       | 29,23        | 19 023      | 29,09       |

### Canton de Montélimar-2
| Candidats                | Candidats                | Partis                   | Nuance                   | Premier tour | Premier tour | Second tour | Second tour |
| Candidats                | Candidats                | Partis                   | Nuance                   | Voix         | %            | Voix        | %           |
| ------------------------ | ------------------------ | ------------------------ | ------------------------ | ------------ | ------------ | ----------- | ----------- |
|                          | Marielle Figuet          | DVD                      | DVD                      | 2 235        | 37,32        | 3 801       | 68,19       |
|                          | Éric Phelippeau          | DVD                      | DVD                      | 2 235        | 37,32        | 3 801       | 68,19       |
|                          | Vincent Mazoyer          | PS                       | UGE                      | 1 307        | 21,83        | 1 773       | 31,81       |
|                          | Elisa Torlet             | EÉLV                     | UGE                      | 1 307        | 21,83        | 1 773       | 31,81       |
|                          | Céline Marcel            | RN                       | RN                       | 1 251        | 20,89        |             |             |
|                          | Félix Mercier            | RN                       | RN                       | 1 251        | 20,89        |             |             |
|                          | Patricia Brunel-Maillet  | UDI                      | UC                       | 946          | 15,80        |             |             |
|                          | Laurent Lanfray          | MR                       | UC                       | 946          | 15,80        |             |             |
|                          | Rachid Debousse          | DVC                      | DVC                      | 249          | 4,16         |             |             |
|                          | Laurence Lopez           | DVC                      | DVC                      | 249          | 4,16         |             |             |
|                          |                          |                          |                          |              |              |             |             |
| Suffrages exprimés       | Suffrages exprimés       | Suffrages exprimés       | Suffrages exprimés       | 5 988        | 95,93        | 5 574       | 92,28       |
| Votes blancs             | Votes blancs             | Votes blancs             | Votes blancs             | 150          | 2,40         | 297         | 4,92        |
| Votes nuls               | Votes nuls               | Votes nuls               | Votes nuls               | 104          | 1,67         | 169         | 2,80        |
| Total                    | Total                    | Total                    | Total                    | 6 242        | 100          | 6 040       | 100         |
| Abstention               | Abstention               | Abstention               | Abstention               | 12 894       | 67,38        | 13 098      | 68,44       |
| Inscrits / participation | Inscrits / participation | Inscrits / participation | Inscrits / participation | 19 136       | 32,62        | 19 138      | 31,56       |

### Canton de Nyons et Baronnies
| Candidats                | Candidats                | Partis                   | Nuance                   | Premier tour | Premier tour | Second tour | Second tour |
| Candidats                | Candidats                | Partis                   | Nuance                   | Voix         | %            | Voix        | %           |
| ------------------------ | ------------------------ | ------------------------ | ------------------------ | ------------ | ------------ | ----------- | ----------- |
|                          | Pierre Combes            | PS                       | SOC                      | 3 814        | 54,25        | 4 367       | 61,66       |
|                          | Pascale Rochas           | PS                       | SOC                      | 3 814        | 54,25        | 4 367       | 61,66       |
|                          | Didier-Claude Blanc      | LR                       | UD                       | 2 410        | 34,28        | 2 715       | 38,34       |
|                          | Marie-Hélène Luguet      | DVD                      | UD                       | 2 410        | 34,28        | 2 715       | 38,34       |
|                          | Hélène Lacheret          | LFI                      | FI                       | 806          | 11,47        |             |             |
|                          | Jean-Christophe Nello    | LFI                      | FI                       | 806          | 11,47        |             |             |
|                          |                          |                          |                          |              |              |             |             |
| Suffrages exprimés       | Suffrages exprimés       | Suffrages exprimés       | Suffrages exprimés       | 7 030        | 94,12        | 7 082       | 94,63       |
| Votes blancs             | Votes blancs             | Votes blancs             | Votes blancs             | 307          | 4,11         | 280         | 3,74        |
| Votes nuls               | Votes nuls               | Votes nuls               | Votes nuls               | 132          | 1,77         | 122         | 1,63        |
| Total                    | Total                    | Total                    | Total                    | 7 469        | 100          | 7 484       | 100         |
| Abstention               | Abstention               | Abstention               | Abstention               | 10 941       | 59,43        | 10 927      | 59,35       |
| Inscrits / participation | Inscrits / participation | Inscrits / participation | Inscrits / participation | 18 410       | 40,65        | 18 411      | 40,57       |

### Canton de Romans-sur-Isère
| Candidats                | Candidats                | Partis                   | Nuance                   | Premier tour | Premier tour | Second tour | Second tour |
| Candidats                | Candidats                | Partis                   | Nuance                   | Voix         | %            | Voix        | %           |
| ------------------------ | ------------------------ | ------------------------ | ------------------------ | ------------ | ------------ | ----------- | ----------- |
|                          | Linda Hajjari            | DVD                      | DVD                      | 2 027        | 33,36        | 3 530       | 57,97       |
|                          | Fabrice Larue            | DVD                      | DVD                      | 2 027        | 33,36        | 3 530       | 57,97       |
|                          | Isabelle Pagani          | DVG                      | UGE                      | 1 717        | 28,25        | 2 559       | 42,03       |
|                          | Olivier Richard          | EÉLV                     | UGE                      | 1 717        | 28,25        | 2 559       | 42,03       |
|                          | Philippe Tosello-Pace    | RN                       | RN                       | 1 304        | 21,46        |             |             |
|                          | Françoise Seignobos      | RN                       | RN                       | 1 304        | 21,46        |             |             |
|                          | Lucie Roibet             | DVG                      | DVG                      | 1 029        | 16,93        |             |             |
|                          | Romain Teufert           | DVG                      | DVG                      | 1 029        | 16,93        |             |             |
|                          |                          |                          |                          |              |              |             |             |
| Suffrages exprimés       | Suffrages exprimés       | Suffrages exprimés       | Suffrages exprimés       | 6 077        | 95,81        | 6 089       | 92,66       |
| Votes blancs             | Votes blancs             | Votes blancs             | Votes blancs             | 197          | 3,11         | 343         | 5,22        |
| Votes nuls               | Votes nuls               | Votes nuls               | Votes nuls               | 69           | 1,09         | 139         | 2,12        |
| Total                    | Total                    | Total                    | Total                    | 6 343        | 100          | 6 571       | 100         |
| Abstention               | Abstention               | Abstention               | Abstention               | 14 876       | 70,11        | 14 659      | 69,05       |
| Inscrits / participation | Inscrits / participation | Inscrits / participation | Inscrits / participation | 21 219       | 29,89        | 21 230      | 30,95       |

### Canton de Saint-Vallier
| Candidats                | Candidats                | Partis                   | Nuance                   | Premier tour | Premier tour | Second tour | Second tour |
| Candidats                | Candidats                | Partis                   | Nuance                   | Voix         | %            | Voix        | %           |
| ------------------------ | ------------------------ | ------------------------ | ------------------------ | ------------ | ------------ | ----------- | ----------- |
|                          | Patricia Boidin          | PS                       | SOC                      | 3 246        | 54,55        | 4 556       | 75,87       |
|                          | Pierre Jouvet            | PS                       | SOC                      | 3 246        | 54,55        | 4 556       | 75,87       |
|                          | Christiane Cuomo         | RN                       | RN                       | 960          | 16,13        | 1 449       | 24,13       |
|                          | Hubert Fontaine          | RN                       | RN                       | 960          | 16,13        | 1 449       | 24,13       |
|                          | Inès Belmostefa          | DVD                      | LR                       | 769          | 12,92        |             |             |
|                          | Gérard Oriol             | LR                       | LR                       | 769          | 12,92        |             |             |
|                          | France Finand            | DVC                      | UC                       | 714          | 12,00        |             |             |
|                          | Ludwig Montagne          | DVC                      | UC                       | 714          | 12,00        |             |             |
|                          | Brigitte Marron          | LFI                      | FI                       | 261          | 4,39         |             |             |
|                          | Joël Pouleau             | LFI                      | FI                       | 261          | 4,39         |             |             |
|                          |                          |                          |                          |              |              |             |             |
| Suffrages exprimés       | Suffrages exprimés       | Suffrages exprimés       | Suffrages exprimés       | 5 950        | 96,43        | 6 005       | 93,25       |
| Votes blancs             | Votes blancs             | Votes blancs             | Votes blancs             | 113          | 1,83         | 303         | 4,70        |
| Votes nuls               | Votes nuls               | Votes nuls               | Votes nuls               | 107          | 1,73         | 132         | 2,05        |
| Total                    | Total                    | Total                    | Total                    | 6 170        | 100          | 6 440       | 100         |
| Abstention               | Abstention               | Abstention               | Abstention               | 11 747       | 65,56        | 11 481      | 64,06       |
| Inscrits / participation | Inscrits / participation | Inscrits / participation | Inscrits / participation | 17 917       | 34,44        | 17 921      | 35,94       |

### Canton de Tain-l'Hermitage
| Candidats                | Candidats                | Partis                   | Nuance                   | Premier tour | Premier tour | Second tour | Second tour |
| Candidats                | Candidats                | Partis                   | Nuance                   | Voix         | %            | Voix        | %           |
| ------------------------ | ------------------------ | ------------------------ | ------------------------ | ------------ | ------------ | ----------- | ----------- |
|                          | Michel Brunet            | LR                       | DVD                      | 2 257        | 33,78        | 3 356       | 54,86       |
|                          | Agnès Jaubert            | DVD                      | DVD                      | 2 257        | 33,78        | 3 356       | 54,86       |
|                          | Hervé Chaboud            | UDI                      | DVD                      | 1 698        | 25,41        | 2 761       | 45,14       |
|                          | Annie Guibert            | DVD                      | DVD                      | 1 698        | 25,41        | 2 761       | 45,14       |
|                          | Catherine Vidal          | DVG                      | UG                       | 1 343        | 20,10        |             |             |
|                          | Jean Ward                | PS                       | UG                       | 1 343        | 20,10        |             |             |
|                          | Mathilde Chizat          | RN                       | RN                       | 1 244        | 18,62        |             |             |
|                          | Jean-Paul Vallon         | RN                       | RN                       | 1 244        | 18,62        |             |             |
|                          | Christophe Annequin      | SE                       | DIV                      | 140          | 2,10         |             |             |
|                          | Gisèle Ternisien         | SE                       | DIV                      | 140          | 2,10         |             |             |
|                          |                          |                          |                          |              |              |             |             |
| Suffrages exprimés       | Suffrages exprimés       | Suffrages exprimés       | Suffrages exprimés       | 6 682        | 96,49        | 6 117       | 87,54       |
| Votes blancs             | Votes blancs             | Votes blancs             | Votes blancs             | 180          | 2,60         | 650         | 9,30        |
| Votes nuls               | Votes nuls               | Votes nuls               | Votes nuls               | 63           | 0,91         | 221         | 3,16        |
| Total                    | Total                    | Total                    | Total                    | 6 925        | 100          | 6 988       | 100         |
| Abstention               | Abstention               | Abstention               | Abstention               | 13 693       | 66,41        | 13 633      | 66,11       |
| Inscrits / participation | Inscrits / participation | Inscrits / participation | Inscrits / participation | 20 618       | 33,89        | 20 621      | 33,59       |

### Canton du Tricastin
| Candidats                | Candidats                | Partis                   | Nuance                   | Premier tour | Premier tour | Second tour | Second tour |
| Candidats                | Candidats                | Partis                   | Nuance                   | Voix         | %            | Voix        | %           |
| ------------------------ | ------------------------ | ------------------------ | ------------------------ | ------------ | ------------ | ----------- | ----------- |
|                          | Fabien Limonta           | LR                       | LR                       | 3 672        | 52,63        | 4 709       | 72,56       |
|                          | Marie-Pierre Mouton      | LR                       | LR                       | 3 672        | 52,63        | 4 709       | 72,56       |
|                          | Danielle Chevet          | RN                       | RN                       | 1 831        | 26,24        | 1 781       | 27,44       |
|                          | Bernard Gachet           | RN                       | RN                       | 1 831        | 26,24        | 1 781       | 27,44       |
|                          | Sophie Fayolle           | PS                       | UG                       | 1 474        | 21,13        |             |             |
|                          | Guy Savoie               | PCF                      | UG                       | 1 474        | 21,13        |             |             |
|                          |                          |                          |                          |              |              |             |             |
| Suffrages exprimés       | Suffrages exprimés       | Suffrages exprimés       | Suffrages exprimés       | 6 977        | 95,73        | 6 490       | 90,40       |
| Votes blancs             | Votes blancs             | Votes blancs             | Votes blancs             | 205          | 2,81         | 503         | 7,01        |
| Votes nuls               | Votes nuls               | Votes nuls               | Votes nuls               | 106          | 1,45         | 186         | 2,59        |
| Total                    | Total                    | Total                    | Total                    | 7 288        | 100          | 7 179       | 100         |
| Abstention               | Abstention               | Abstention               | Abstention               | 15 446       | 67,94        | 15 559      | 68,43       |
| Inscrits / participation | Inscrits / participation | Inscrits / participation | Inscrits / participation | 22 734       | 32,06        | 22 738      | 31,57       |

### Canton de Valence-1
| Candidats                | Candidats                 | Partis                   | Nuance                   | Premier tour | Premier tour | Second tour | Second tour |
| Candidats                | Candidats                 | Partis                   | Nuance                   | Voix         | %            | Voix        | %           |
| ------------------------ | ------------------------- | ------------------------ | ------------------------ | ------------ | ------------ | ----------- | ----------- |
|                          | Aurélie Alléon            | DVD                      | UD                       | 2 473        | 37,34        | 3 965       | 58,20       |
|                          | Aurélien Esprit           | LR                       | UD                       | 2 473        | 37,34        | 3 965       | 58,20       |
|                          | Denis Cluzel              | PS                       | UGE                      | 1 577        | 23,81        | 2 848       | 41,80       |
|                          | Marie Montmagnon          | DVG                      | UGE                      | 1 577        | 23,81        | 2 848       | 41,80       |
|                          | Lisette Pollet            | RN                       | RN                       | 1 016        | 15,34        |             |             |
|                          | Bernard Sironneau         | RN                       | RN                       | 1 016        | 15,34        |             |             |
|                          | Thierry Guillon           | LFI                      | UG                       | 583          | 8,80         |             |             |
|                          | Yasmina Samah             | PCF                      | UG                       | 583          | 8,80         |             |             |
|                          | Jean-Pierre Sandoz        | DVD                      | DVD                      | 442          | 6,67         |             |             |
|                          | Béatrice Teyssot          | DVD                      | DVD                      | 442          | 6,67         |             |             |
|                          | Romain Galati             | LREM                     | UC                       | 391          | 5,90         |             |             |
|                          | Carène Leger              | MoDem                    | UC                       | 391          | 5,90         |             |             |
|                          | Dorothée Lejeune Da Silva | DLF                      | DSV                      | 141          | 2,13         |             |             |
|                          | Rodolphe Marraccini       | DLF                      | DSV                      | 141          | 2,13         |             |             |
|                          |                           |                          |                          |              |              |             |             |
| Suffrages exprimés       | Suffrages exprimés        | Suffrages exprimés       | Suffrages exprimés       | 6 623        | 96,56        | 6 813       | 93,86       |
| Votes blancs             | Votes blancs              | Votes blancs             | Votes blancs             | 148          | 2,16         | 274         | 3,77        |
| Votes nuls               | Votes nuls                | Votes nuls               | Votes nuls               | 88           | 1,28         | 172         | 2,37        |
| Total                    | Total                     | Total                    | Total                    | 6 859        | 100          | 7 259       | 100         |
| Abstention               | Abstention                | Abstention               | Abstention               | 15 056       | 68,70        | 14 658      | 66,88       |
| Inscrits / participation | Inscrits / participation  | Inscrits / participation | Inscrits / participation | 21 915       | 31,30        | 21 917      | 33,12       |

### Canton de Valence-2
| Candidats                | Candidats                | Partis                   | Nuance                   | Premier tour | Premier tour | Second tour | Second tour |
| Candidats                | Candidats                | Partis                   | Nuance                   | Voix         | %            | Voix        | %           |
| ------------------------ | ------------------------ | ------------------------ | ------------------------ | ------------ | ------------ | ----------- | ----------- |
|                          | Nathalie Iliozer-Boyer   | DVD                      | DVD                      | 2 221        | 35,63        | 3 753       | 59,24       |
|                          | Alban Pano               | DVD                      | DVD                      | 2 221        | 35,63        | 3 753       | 59,24       |
|                          | Pascal Pertusa           | LREM                     | REM                      | 1 455        | 23,34        | 2 582       | 40,76       |
|                          | Maud Raison              | LREM                     | REM                      | 1 455        | 23,34        | 2 582       | 40,76       |
|                          | Martine Malsert          | G.s                      | UG                       | 1 242        | 19,93        |             |             |
|                          | Pierre Pellissier        | DVG                      | UG                       | 1 242        | 19,93        |             |             |
|                          | Karim Chkeri             | LFI                      | UGE                      | 585          | 9,39         |             |             |
|                          | Samantha Rose            | DVG                      | UGE                      | 585          | 9,39         |             |             |
|                          | Elisa Hervé              | DLF                      | DSV                      | 502          | 8,05         |             |             |
|                          | Clément Rivière          | DLF                      | DSV                      | 502          | 8,05         |             |             |
|                          | Norbert Aguéra           | DVD                      | DVD                      | 228          | 3,66         |             |             |
|                          | Caroline Guguet Léger    | DVD                      | DVD                      | 228          | 3,66         |             |             |
|                          |                          |                          |                          |              |              |             |             |
| Suffrages exprimés       | Suffrages exprimés       | Suffrages exprimés       | Suffrages exprimés       | 6 233        | 94,37        | 6 335       | 88,96       |
| Votes blancs             | Votes blancs             | Votes blancs             | Votes blancs             | 247          | 3,74         | 580         | 8,14        |
| Votes nuls               | Votes nuls               | Votes nuls               | Votes nuls               | 125          | 1,89         | 206         | 2,89        |
| Total                    | Total                    | Total                    | Total                    | 6 605        | 100          | 7 121       | 100         |
| Abstention               | Abstention               | Abstention               | Abstention               | 15 025       | 69,46        | 14 516      | 67,09       |
| Inscrits / participation | Inscrits / participation | Inscrits / participation | Inscrits / participation | 21 630       | 30,54        | 21 637      | 32,91       |

### Canton de Valence-3
| Candidats                | Candidats                | Partis                   | Nuance                   | Premier tour | Premier tour | Second tour | Second tour |
| Candidats                | Candidats                | Partis                   | Nuance                   | Voix         | %            | Voix        | %           |
| ------------------------ | ------------------------ | ------------------------ | ------------------------ | ------------ | ------------ | ----------- | ----------- |
|                          | Geneviève Girard         | UDI                      | UD                       | 4 321        | 61,49        | 4 731       | 65,22       |
|                          | Franck Soulignac         | LR                       | UD                       | 4 321        | 61,49        | 4 731       | 65,22       |
|                          | Fabienne Chabot          | DVG                      | UG                       | 1 687        | 24,01        | 2 523       | 34,78       |
|                          | Florent Méjean           | PS                       | UG                       | 1 687        | 24,01        | 2 523       | 34,78       |
|                          | Annie Lafarge            | LFI                      | UG                       | 1 019        | 14,50        |             |             |
|                          | Pierre Trapier           | PCF                      | UG                       | 1 019        | 14,50        |             |             |
|                          |                          |                          |                          |              |              |             |             |
| Suffrages exprimés       | Suffrages exprimés       | Suffrages exprimés       | Suffrages exprimés       | 7 027        | 95,71        | 7 254       | 95,65       |
| Votes blancs             | Votes blancs             | Votes blancs             | Votes blancs             | 202          | 2,75         | 186         | 2,45        |
| Votes nuls               | Votes nuls               | Votes nuls               | Votes nuls               | 113          | 1,54         | 144         | 1,90        |
| Total                    | Total                    | Total                    | Total                    | 7 342        | 100          | 7 584       | 100         |
| Abstention               | Abstention               | Abstention               | Abstention               | 15 298       | 67,57        | 15 030      | 66,46       |
| Inscrits / participation | Inscrits / participation | Inscrits / participation | Inscrits / participation | 22 640       | 32,43        | 22 614      | 33,54       |

### Canton de Valence-4
| Candidats                | Candidats                | Partis                   | Nuance                   | Premier tour | Premier tour | Second tour | Second tour |
| Candidats                | Candidats                | Partis                   | Nuance                   | Voix         | %            | Voix        | %           |
| ------------------------ | ------------------------ | ------------------------ | ------------------------ | ------------ | ------------ | ----------- | ----------- |
|                          | Laurent Monnet           | LR                       | UD                       | 2 183        | 45,65        | 2 699       | 54,03       |
|                          | Véronique Pugeat         | UDI                      | UD                       | 2 183        | 45,65        | 2 699       | 54,03       |
|                          | Jean-Yves Dupriez        | DVG                      | UGE                      | 1 113        | 23,27        | 2 296       | 45,97       |
|                          | Hélène Le Gardeur        | EÉLV                     | UGE                      | 1 113        | 23,27        | 2 296       | 45,97       |
|                          | Laurie Martinetto        | DVG                      | DVG                      | 944          | 19,74        |             |             |
|                          | Pierre-Jean Veyret       | DVG                      | DVG                      | 944          | 19,74        |             |             |
|                          | Laurence Buisson         | LFI                      | UGE                      | 542          | 11,33        |             |             |
|                          | Matteo Vicente           | ÉCO                      | UGE                      | 542          | 11,33        |             |             |
|                          |                          |                          |                          |              |              |             |             |
| Suffrages exprimés       | Suffrages exprimés       | Suffrages exprimés       | Suffrages exprimés       | 4 782        | 95,05        | 4 995       | 95,00       |
| Votes blancs             | Votes blancs             | Votes blancs             | Votes blancs             | 159          | 3,16         | 173         | 3,29        |
| Votes nuls               | Votes nuls               | Votes nuls               | Votes nuls               | 90           | 1,79         | 90          | 1,71        |
| Total                    | Total                    | Total                    | Total                    | 5 031        | 100          | 5 258       | 100         |
| Abstention               | Abstention               | Abstention               | Abstention               | 11 759       | 70,04        | 11 545      | 68,71       |
| Inscrits / participation | Inscrits / participation | Inscrits / participation | Inscrits / participation | 16 790       | 29,96        | 16 803      | 31,29       |

### Canton de Vercors-Monts du Matin
| Candidats                | Candidats                | Partis                   | Nuance                   | Premier tour | Premier tour | Second tour | Second tour |
| Candidats                | Candidats                | Partis                   | Nuance                   | Voix         | %            | Voix        | %           |
| ------------------------ | ------------------------ | ------------------------ | ------------------------ | ------------ | ------------ | ----------- | ----------- |
|                          | Christian Morin          | LR                       | UCD                      | 2 378        | 33,61        | 4 039       | 58,22       |
|                          | Nathalie Zammit-Helmer   | LR                       | UCD                      | 2 378        | 33,61        | 4 039       | 58,22       |
|                          | Frédéric Morenas         | DVG                      | UGE                      | 2 069        | 29,24        | 2 899       | 41,78       |
|                          | Dominique Reynaud        | EÉLV                     | UGE                      | 2 069        | 29,24        | 2 899       | 41,78       |
|                          | Florence Pesenti         | DVG                      | UCG                      | 1 455        | 20,57        |             |             |
|                          | Bruno Vitte              | DVC                      | UCG                      | 1 455        | 20,57        |             |             |
|                          | Sophie Engel             | DVD                      | DVD                      | 1 173        | 16,58        |             |             |
|                          | Rémy Faisant             | DVD                      | DVD                      | 1 173        | 16,58        |             |             |
|                          |                          |                          |                          |              |              |             |             |
| Suffrages exprimés       | Suffrages exprimés       | Suffrages exprimés       | Suffrages exprimés       | 7 075        | 96,27        | 6 938       | 93,72       |
| Votes blancs             | Votes blancs             | Votes blancs             | Votes blancs             | 201          | 2,74         | 341         | 4,61        |
| Votes nuls               | Votes nuls               | Votes nuls               | Votes nuls               | 73           | 0,99         | 124         | 1,67        |
| Total                    | Total                    | Total                    | Total                    | 7 349        | 100          | 7 403       | 100         |
| Abstention               | Abstention               | Abstention               | Abstention               | 12 386       | 62,76        | 12 333      | 62,49       |
| Inscrits / participation | Inscrits / participation | Inscrits / participation | Inscrits / participation | 19 735       | 37,24        | 19 736      | 37,51       |